# Bagatela (película)
Bagatela es una película documental colombiana de 2009 dirigida por Jorge Caballero y elegida como ganadora del Premio Nacional de Documental por el Ministerio de Cultura de Colombia. Fue exhibida en importantes eventos a nivel nacional e internacional, como el Buenos Aires Festival Internacional de Cine Indemendiente (BAFICI) en Buenos Aires, dónde fue elegida como Mejor Documental en la sección de derechos humanos o el Festival Internacional de Cine de Guadalajara (FICG) dónde recibió una mención de honor. 

## Sinopsis
La mayoría de los procesos presentados ante las instancias judiciales en Bogotá se catalogan como delitos menores. Vender discos piratas, robar un móvil o incluso, dormir en la calle puede implicar condenas de varios años de prisión. Bagatela es un retrato de la cotidianidad de la justicia, el día a día de los pequeños delitos en Bogotá, una ciudad acostumbrada a la violencia y la desigualdad. 

## Premios y reconocimientos
- Premio Nacional de Documental – Ministerio de Cultura de Colombia.
- Mejor documental sección derechos humanos – BAFICI / Buenos Aires, Argentina.
- Mención de honor. Premio FEISAL – FICG – Guadalajara 24 / Guadalajara, México.
- Mejor película de no-ficción – Corto-Mieres / Mieres, Asturias, España.
- Mejor documental – Ciudad Luna / Chía, Cundinamarca, Colombia.